# Östra Truthällarna
Östra Truthällarna är skär i Åland (Finland). De ligger i Skärgårdshavet och i kommunen Saltvik i landskapet Åland, i den sydvästra delen av landet. Öarna ligger omkring 46 kilometer nordöst om Mariehamn och omkring 260 kilometer väster om Helsingfors.
Arean för den av öarna koordinaterna pekar på är 2 hektar och dess största längd är 220 meter i nord-sydlig riktning. Trakten är glest befolkad. Det finns inga samhällen i närheten.